# Gare de Kumihama
La gare de Kumihama (久美浜駅, Kumihama-eki) est une gare ferroviaire localisée dans la ville de Kyōtango, dans la préfecture de Kyoto, au Japon. La gare est exploitée par la compagnie Kyoto Tango Railway, sur la ligne  Miyazu.

## Disposition des quais
La gare de Kumihama est une gare disposant de deux quais et de trois voies
| N° de voie | Ligne        | Direction |
| ---------- | ------------ | --------- |
| 1          | ▆ KTR Miyazu | Miyazu    |
| 2          | ▆ KTR Miyazu | Toyooka   |
| 3          | ▆ KTR Miyazu | Miyazu    |
| 3          | ▆ KTR Miyazu | Toyooka   |

## Gares/Stations adjacentes
| Kyoto Tango Railway  |              |               |              |                  |
| Direction Toyooka    | Ligne Miyazu | Ligne Miyazu  | Ligne Miyazu | Direction Miyazu |
| Toyooka T26          |              | Rapid Service |              | Shotenkyo T22    |
| Kōnotori-no-sato T25 |              | Local         |              | Kabutoyama T23   |

- Les Limited Express Hashidate et Tango Relay s'arrêtent à cette gare

| Limited Express |  |             |  |         |
| Shotenkyo       |  | Hashidate   |  | Toyooka |
| Shotenkyo       |  | Tango Relay |  | Toyooka |